# Peperomia nossibeana
Peperomia nossibeana är en pepparväxtart som beskrevs av C. Dc.. Peperomia nossibeana ingår i släktet peperomior, och familjen pepparväxter. Inga underarter finns listade i Catalogue of Life.